# Bernard King
Bernard King (Brooklyn, Nova York, 4 de dezembro de 1956) é um ex-jogador de basquete profissional norte-americano que jogou na posição de ala na NBA. Ele atuou em 14 temporadas com o New Jersey Nets, Utah Jazz, Golden State Warriors, New York Knicks e o Washington Bullets.

## Carreira
Bernard King não era considerado fascinante, ou seja, chamado de estrela como a maioria dos grandes jogadores da NBA, mas ele era eficaz em quadra. Chegou a ficar dois anos fora da liga devido a um problema no joelho; Isso, no entanto, não o impediu de marcar mais de 19.000 pontos em toda sua carreira atuando em equipes como o New Jersey Nets, Utah Jazz, Golden State Warriors, New York Knicks e Washington Bullets.
Nascido no Brooklyn, King teve uma carreira turbulenta na Universidade enquanto atuava no time do Tennessee. Ele se tornou elegível para o Draft em 1977 quando acabou sendo selecionado pelo Nets como a sétima escolha da primeira rodada. Em 1981-82, quando jogava no Golden, ele liderou a equipe com uma média de 23,2 pontos por jogo, conseguindo assim sua primeira aparição no All-Star Game e selecionado para o segundo time da NBA.

## Recordes e prêmios
- 4× NBA All-Star (1982, 1984–1985, 1991)
- Cestinha da temporada (1985)
- 2× All-NBA Primeiro time (1984, 1985)
- All-NBA Segundo time (1982)
- All-NBA Terceiro time (1991)
- NBA time dos novatos (1978)
- 3× Jogador do ano pela SEC (1975–1977)